# بروس كراوس
بروس كراوس (بالإنجليزية: Bruce Kraus)‏ هو سياسي أمريكي، ولد في 13 أبريل 1954 في الولايات المتحدة. حزبياً، نشط في الحزب الديمقراطي.

## وصلات خارجية
- الموقع الرسمي